# Винни Харлоу
Винни Харлоу (англ. Winnie Harlow, урожд. Шантель Браун-Янг, англ. Chantelle Brown-Young; 27 июля 1994 года) — канадская супермодель и активистка. Получила известность как участница двадцать первого сезона «Топ-модель по-американски», известна тем, что сделала карьеру модели, страдая от витилиго, нарушения пигментации кожи. В настоящее время является лицом казуального бренда одежды Desigual в Барселоне, наряду с бразильской супермоделью Адрианой Лимой.

## Семья и детство
Харлоу родилась 27 июля 1994 года в Торонто, Онтарио, у Лизы Браун и Виндзора Янга, она имеет ямайские корни, и у неё две сестры. У Харлоу диагностировано хроническое заболевание кожи витилиго, характеризующееся депигментацией отдельных её участков. С возраста четырёх лет Харлоу была жертвой издевательств со стороны других детей, её дразнили «коровой», «зеброй» и другими пренебрежительными прозвищами на протяжении всего детства. Из-за издевательств сверстников она много раз меняла и бросала школу и даже задумывалась о самоубийстве.

## Карьера

### Модельный бизнес
Своим открытием в качестве модели Винни Харлоу обязана автору и ведущей телешоу Топ-модель по-американски Тайре Бэнкс, которая разместила фото в Instagram. Впоследствии Харлоу стала одной из четырнадцати финалистов двадцать первого сезона телешоу, в 2014 году. Это был для неё прорыв и Харлоу стала богата.
После выбывания из шоу (она в итоге заняла 6-е место) Харлоу снималась для испанского бренда одежды Desigual и стала официальным представителем бренда. Позировала для модных журналов (i-D, Dazed) и сайта SHOWstudio.comНайт, Ник (фотограф). В 2015 году Харлоу снялась для итальянского бренда одежды Diesel для весенне-летней коллекции 2015 года, сессия была отснята британским фэшн-фотографом Ником Найтом. Снималась для испанского и итальянского издания журнала Glamour, для номера журнала Complex за август/сентябрь 2015 года. В августе 2015 года снялась для выпуска Cosmopolitan, затем для веб-сайта Vogue Italia, для которого дала интервью. В том же месяце появилась на обложке журнала Ebony. В 2016 году Харлоу снялась в рекламе Sprite. В 2024 году вместе с другими известными людьми участвовала в праздничной рекламе украшений House of Joy от David Yurman.

### Публичные выступления
В июле 2011 года Харлоу опубликовала на YouTube видео под названием «Витилиго: кожная болезнь, но не конец жизни», где она рассказывала и отвечала на вопросы о своей жизни с витилиго. В ноябре 2014 года Харлоу выступала с TED-презентацией, рассказывая о жизни с диагнозом витилиго.

### Другие работы
Харлоу снялась в музыкальном видео JMSN «The One» и клипе Эминема «Guts Over Fear», а также в «визуальном альбоме» Бейонсе Lemonade.

## Фильмография

### Телевидение
| Год  | Название                     | Примечание                  |
| ---- | ---------------------------- | --------------------------- |
| 2014 | Access Hollywood             | Эпизод: «June 26, 2014»     |
| 2014 | Топ-модель по-американски    | 6-е место                   |
| 2015 | Prominent!                   | Эпизод: «February 13, 2015» |
| 2015 | Primetime: What Would You Do | Эпизод: «Friday, June 12th» |

### Музыкальные клипы
| Песня            | Год  | Артист         | Ссылки |
| ---------------- | ---- | -------------- | ------ |
| «The One»        | 2014 | JMSN           | [ 17 ] |
| «Guts Over Fear» | 2014 | Эминем ft. Сия | [ 18 ] |
| Lemonade         | 2016 | Бейонсе        | [ 19 ] |

## Награды и номинации
| Год  | Организация                          | Награда     | Результат |
| ---- | ------------------------------------ | ----------- | --------- |
| 2015 | Gala Spa Awards 2015                 | Beauty Idol | Победа    |
| 2015 | Portuguese GQ Men of The Year Event. | Role Model  | Победа    |